# عادة

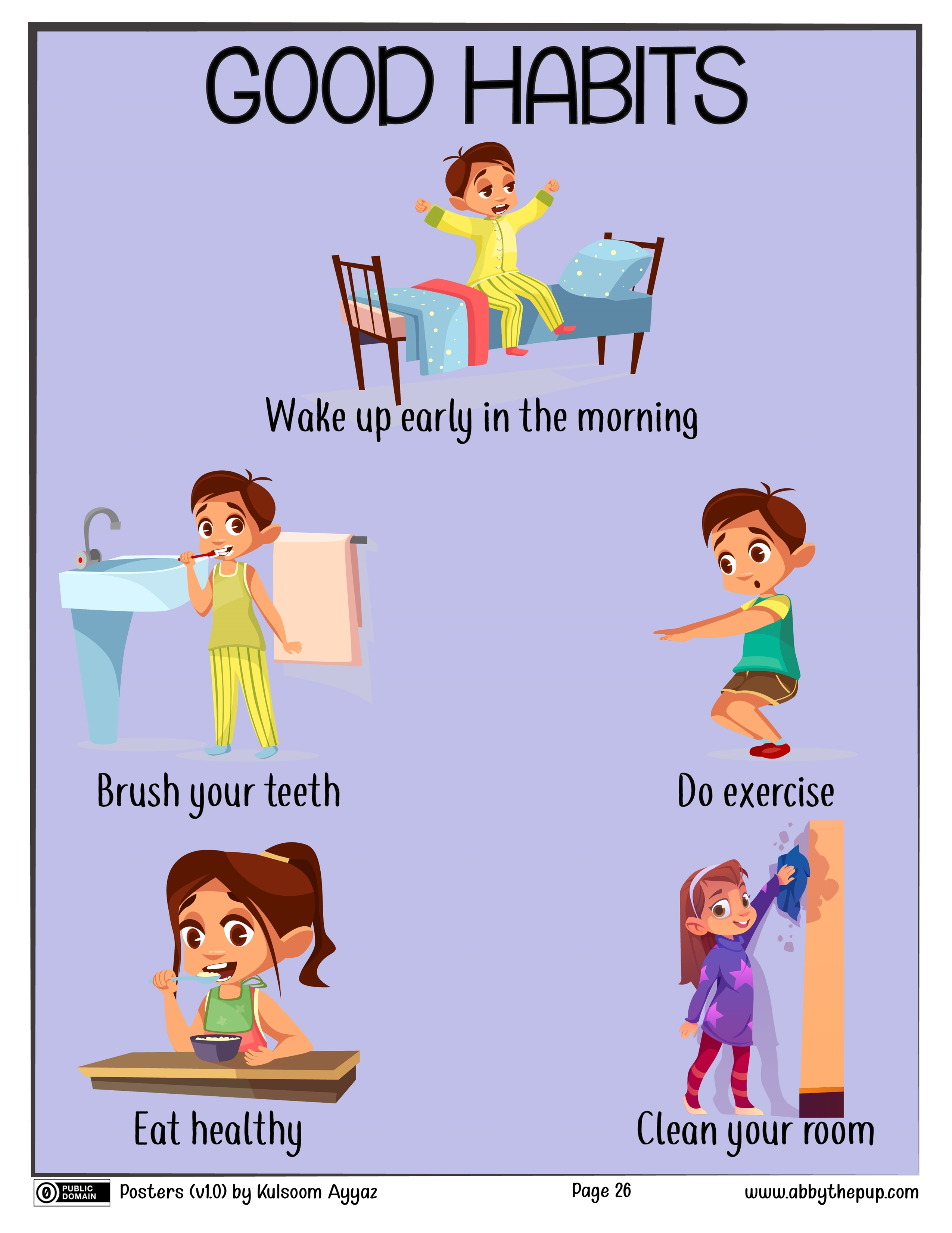
أمثلة على عادات صحيّة تتكر بانتظام فتصبح جزءًا من الروتين.

العادة هي روتين سلوكي يتكرر بانتظام ويميل إلى الحدوث دون وعي. عرَّفت المجلة الأمريكية لعلم النفس (1903) «العادة، من وجهة نظر علم النفس، على أنها الطريقة الثابتة إلى حد ما في التفكير، أو الرغبة، أو الشعور المكتسب من خلال التكرار السابق لتجربة عقلية.»  والذي غالبًا ما يكتسبه الشخص ويعتاد عليه دون أن يلاحظ، لأن الشخص لا يحتاج إلى الانخراط في التحليل الذاتي عند القيام بمهام روتينية. فالعادات في بعض الأحيان تخرج عن السيطرة. وأظهرت دراسة قامت بها الباحثة ويندي وود (Wendy Wood) وزملاؤها في عام 2002 أن ما يقرب من 43٪ من السلوكيات اليومية يتم إجراؤها على أساس العادة. وتصبح السلوكيات الجديدة تلقائية من خلال عملية تسمى (خلق العادات). ويصعب التخلص من العادات القديمة وخلق عادات جديدة لأن الأنماط السلوكية التي يكررها البشر تطبع في المسارات العصبية،  ولكن من الممكن خلق عادات جديدة من خلال التكرار.
عندما تتكرر السلوكيات في مواقف مرة تلو الأخرى، فسيظهر ارتباط بين الموقف وردة الفعل تدريجيا. وهذا يزيد من تلقائية السلوك كلما تكرر الموقف. ومن خصائص السلوك التلقائي: الكفاءة؛ عدم الوعي؛ عدم القصد. وعدم القدرة على السيطرة.

## تاريخ
كلمة العادة (Habit) مأخوذة من الكلمات اللاتينية habere ، والتي تعني "have ، يتكون من"،" و Habitus ، والتي تعني "ظرف، أو حالة وجود". كما أنها مشتقة من الكلمة الفرنسية habit (تُنطق \ ah-bee \)، والتي تعني الملابس. ففي القرن الثالث عشر، كانت كلمة العادة تشير أولاً إلى الملابس. ثم تغيرت واصبح المعنى الشائع للكلمة يعني "نمط سلوكي مكتسب".
في عام 1890، تناول ويليام جيمس، الفيلسوف وعالم النفس الرائد، موضوع العادة في كتابه، مبادئ علم النفس. فاعتبر جيمس العادة على أنها نزعة طبيعية للإبحار في الحياة. وبالنسبة له، «فالكائنات الحية... هي حزم من العادات» وتلك العادات هي «نزعات فطرية تسمى الغرائز». ويوضح جيمس أيضًا كيف يمكن للعادات أن تتحكم في حياتنا. فيقول، «أي تسلسل من أي فعل عقلي يتكرر باستمرار يميل إلى إدامة نفسه؛ فنجد أنفسنا مدفوعين تلقائيًا للتفكير أو الشعور أو القيام بما اعتدنا على الشعور أو القيام به في ظل ظروف مماثلة، عن غير قصد، أو نتيجة محددة للوصول اليها».

## الاعتياد
الاعتياد (أو تكوّن العادة) هو العملية التي يمكن بواسطة التكرار المنتظم أن يصبح السلوك فيها تلقائيا أو معتادا. ويتم هذا عن طريق زيادة التلقائية في كل مرة يتكرر فيها السلوك. ويمكن أن تكون عملية الاعتياد بطيئة. ووجد Lally et al. في بحث أجراه عام (2010) أن متوسط الوقت الذي يستغرقه المشاركون للوصول إلى التلقائية السلوكية كان 66 يومًا، ويمكن أن تتراوح المدة ما بين 18 إلى 254 يومًا.
العوامل التي تؤدي دورا أساسيا في الاعتياد: المقدمات، والتكرار السلوكي، والمكافأة. فيمكن أن تكون المقدمات إجراءً تمهيديا، كوقت معين من اليوم أو مكانا معينا أوأي شيء يحفز ذلك السلوك المعتاد. أي شيء يربطه العقل مع هذه العادة، وعادة ما يسمح لها صاحب العادة بالحدوث إذا ما شعر بالتحفيز. فالسلوك هو عادة يبديها المرء ويحصل الشخص على مكافأة إذا فعلها تتمثل في شعور ايجابي، ويستمر ذلك مرة تلوالأخرى في عملية تسمى «حلقة العادة». ويتم في بادئ الأمر تشكيل عادة ما من أجل الوصول إلى هدف معين، ولكن بمرور الوقت يصبح الهدف أقل أهمية وتصبح العادة أكثر تلقائية.
تم تقديم مجموعة متنوعة من الأدوات الرقمية عبر الإنترنت أو تطبيقات الأجهزة الذكية، والتي تم تصميمها لدعم تشكيل العادات. فعلى سبيل المثال، Habitica هو نظام يستخدم ألعاب الفيديو لتنفيذ استراتيجيات كالمهام الواقعية في الحياة عن طريق إضافة مكافآت كزياة في الخبرة أوالحصول على الذهب. ومع ذلك، وبناءا على ردود أفعال المستخدمين، فقالوا أن معظمها الألعاب سيئة التصميم وفاشلة في تطبيق نظرية تطوير التلقائية عن طريقها.
عادات التسوق معرضة للتغيير في «اللحظات المصيرية في الحياة» على وجه الخصوص، كيومي الزفاف والتخرج، ويوم ولادة الطفل الأول، والانتقال إلى منزل جديد والطلاق. وتستخدم بعض المتاجر بيانات الشراء لمحاولة اكتشاف أوقات هذه الأحداث والاستفادة منها كفرصة للتسويق.
تُعرف بعض العادات باسم «العادات الأساسية»، فتؤثر بدورها على تكوين عادات أخرى. على سبيل المثال، فالشخص الذي يعتني بجسمه وعادة ما يمارس الرياضة بانتظام، يتناول طعاما أفضل ويستخدم بطاقات الائتمان بشكل أقل. وتؤثر عادة التأني في مجال ريادة الأعمال على تبني عادات أخرى مشابهة لزيادة الانتاجية.
أظهرت دراسة حديثة أجريت بواسطة Adriaanse et al. في عام (2014) أن العادات السيئة تحول دون ضبط الشخص لنفسه ومعدل استهلاكه للوجبات الخفيفة الضارة. وتظهر نتائج الدراسة أن ضبط النفس الحازم يؤثر على تكوين العادات وبالتالي يؤثر على السلوك.

## الأهداف
يتحدد شكل العادة بحسب كيفية اكتسابها وكيفية تصورها في الذاكرة والهدف منها. وعلى وجه التحديد، تعتمد عادات التعلم بالربط على التراكم البطيء والمتزايد للمعلومات، فتخزن في الذاكرة الاجرائية مع مرور الوقت. ويمكن للعادات أن تفيد أو تقتل الأهداف التي يضعها الشخص لنفسه.
توجه الأهداف العادات من خلال توفير الدافع الأولي الموجه نحو النتائج لتكرار الاستجابة، فغالبًا ما تكون العادات أثرًا قديما يدل على سعي وراء هدف معين في الماضي. فعندما تفرض العادة فعلًا ما، ويدفع الوعي بها إلى فعل أخر، يحصل تعارض لحظي. فعندما تطغى العادة على الهدف الواعي، يظهر فشل في تنفيذ الهدف الواعي.
تستطيع تنبؤ الأهداف من السلوك.فالتحكم بالسلوك يشير إلى احتمالية تشكيل عادة، ولكن من أجل تشكيل عادة، يجب أن يكون الهدف موجودًا في البداية.فتأثير الأهداف على العادات هو ما يميز العادة عن العمليات التلقائية الأخرى في العقل.

فيما يلي وصف لتجربة كلاسيكية لخفض قيمة هدف ما (من منشور مدونة ضيف على (Scientific American MIND) بعنوان هل يجب أن توجه العادات أو الأهداف حياتك؟ هذا يعتمد) والذي يوضح الفرق بين السلوك الموجه بهدف والسلوك العادي:
كشفت سلسلة من التجارب  التي أجراها أنتوني ديكنسون وزملاؤه في أوائل الثمانينيات في جامعة كامبريدج في إنجلترا بوضوح عن الاختلافات السلوكية بين العمليات الموجهة بهدف والعمليات العادية. تم تدريب جرذ على الضغط على رافعة من أجل الحصول على بعض الطعام في البداية. ثم، وفي المرحلة الثانية، وُضِع الجرذ في قفص مختلف بدون رافعة وتم إعطاؤه بعض الطعام، لكنه كان يمرض عندما كان يأكل الطعام. وقد أدى ذلك إلى «خفض» قيمة الطعام لديه، لأنه ربط الطعام بالمرض، دون ربط فعل الضغط على الرافعة بالمرض بشكل مباشر. وأخيرًا، وفي مرحلة الاختبار، وضع الجرذ في القفص الأصلي مع الرافعة. (ولمنع التعلم الإضافي، لم يعط أي طعام في مرحلة الاختبار.) فواصلت الفئران التي خضعت لمرحلة تدريب مكثفة الضغط على الرافعة في مرحلة الاختبار على الرغم من «انخفاض» قيمة الطعام؛ فسمي سلوكهم «بالمعتاد». وأما الفئران التي خضعت لمرحلة تدريب معتدلة لم تفعل ذلك، فسمي سلوكهم بـ«موجه بهدف» ويفسر «السلوك الموجه بهدف» بواسطة الجرذ باستخدام تنبؤ صريح بالنتيجة، أو ما يترتب على عمل ما لتحديد الإجراء بعد ذلك. فإذا كان الفأر يريد الطعام، فإنه يضغط على الرافعة، لأنه يتوقع أن الضغط على الرافعة سيجلب الطعام. وإذا ما تم تخفيض قيمة الطعام، فلن يضغط الجرذ على الرافعة. ويفسر «السلوك المعتاد» بأنه ارتباط قوي بين الإجراء والموقف الذي تم تنفيذ الإجراء منه. فسيضغط الفأر على الرافعة عندما يرى الرافعة، وليس بسبب ما سيحصل عليه في المقابل.

## العصبية
يمكن تصنيف عدد من العادات على أنها عادات عصبية. وتشمل هذه قضم الأظافر، والتلعثم، والشم، وضرب الرأس. وتُعرف بأعراض الحالة العاطفية وتعزى عمومًا إلى حالات القلق وانعدام الأمن والإحساس بالدونية والتوتر. فغالبًا ما تتشكل هذه العادات في سن مبكرة وقد تكون بسبب الحاجة إلى الاهتمام. فعند محاولة التغلب على عادة عصبية، من المهم حل سبب الشعور بالتوتر في الأساس بدلاً من محاولة مداواة الأعراض التي تكون تشكلت كعادة بحد ذاتها أو نمت حتى أصبحت كالجبل، ونتيجة لذلك يمكن للمرء أن يشعر بالقلق. «فالقلق» هو اضطراب يعرف بأنه قلق مفرط وغير متوقع يؤثر سلبًا على حياة الأفراد اليومية وروتينهم.

## عادات سيئة
العادة السيئة هي نمط سلوك غير مرغوب فيه. فتشمل العادات الشائعة: كـالتسويف، والتململ، والتبذير، وقضم الأظافر. وكلما أسرع المرء في التعرف على هذه العادات السيئة، كان من الأسهل معالجتها. فبدلاً من مجرد محاولة القضاء على عادة سيئة، قد يكون من الأفضل السعي لاستبدالها بآلية تأقلم أكثر صحة.

### الإرادة والنية
إن العامل الرئيسي في تمييز العادة السيئة عن الإدمان أو المرض العقلي هو قوة الإرادة. فإذا كان الشخص يستطيع التحكم في السلوك بسهولة، فهو عادة. ويمكن للنوايا الحسنة التغلب على التأثير السلبي للعادات السيئة، ولكن تأثيرها يبدو مستقلاً، وتظل العادات السيئة قائمة، لكنها خاملة وليست نشطة.

### إزالة
توجد العديد من التقنيات لإزالة العادات السيئة الراسخة، مثل ازالة المحفزات - وتحديد وإزالة العوامل التي تؤدي إلى فعل العادة وتحفيزها. يبدو أن العقد القاعدية تتذكر الموقف الذي يثير «العادة»، لذلك يمكن إحياء العادات إذا ظهرت المحفزات المرتبطة بها مرة أخرى. ويُنصح بالتعرف على العادات السيئة والتخلص منها في أسرع وقت ممكن.لأن التخلص من العادات يصبح أكثر صعوبة مع تقدم العمر، لأن التكرار يعزز العادات بشكل تراكمي على المدى الطويل. ووفقًا لتشارلز دوهيج، هناك حلقة تتضمن موقفا وروتينًا ومكافأة لكل عادة. مثال على حلقة العادة هو انتهاء البرنامج التلفزيوني (موقف)، اذهب إلى الثلاجة (روتين)، تناول وجبة خفيفة (مكافأة). ومفتاح تغيير العادات هو تحديد الموقف من بدايته وتعديل الروتين والمكافأة.